# Воробйов Михайло Петрович
Миха́йло Петро́вич Воробйо́в (рос. Михаил Петрович Воробьёв; 29 грудня 1896 — 12 червня 1957) — радянський воєначальник, маршал інженерних військ (1944).

## Життєпис
Народився в слободі Хасав-Юрт, нині — місто, районний центр Дагестану, в родині залізничного радіотелеграфіста. Росіянин. З 1906 року мешкав у Владикавказі. У 1913 році закінчив 1-ше Владикавказьке реальне училище і виїхав до Санкт-Петербурга. Вступив до Санкт-Петербурзького гірничого інституту, де провчився 2 роки.
У 1916 році призваний до Російської імператорської армії. У 1917 році закінчив Оренбурзьку школу прапорщиків. Учасник Першої світової війни на румунському фронті. Брав участь в революційних подіях 1917 року, обирався головою полкового комітету, командував взводом, ротою.
У лавах Червоної армії з березня 1918 року. Учасник громадянської війни в Росії: червоноармієць 1-го Владикавказького радянського загону, командир дорожно-мостової роти 13-ї стрілецької дивізії, бригадний інженер 3-ї стрілецької бригади, дивізійний інженер 33-ї Кубанської стрілецької дивізії. Воював на Південному, Західному і Кавказькому фронтах. Член РКП(б) з 1919 року.
З 1921 року — командир саперного батальйону, згодом — начальник зв'язку стрілецького корпусу. У 1924—1929 роках навчався на інженерному факультеті Військово-технічної академії РСЧА, після закінчення якої залишений для проходження ад'юнктури. З липня 1932 року — викладач, у тому ж році — начальник факультету інженерного озброєння Військово-технічної академії РСЧА; з 1935 року — начальник командного факультету тієї ж Академії.
З липня 1936 року — начальник Ленінградської об'єднаної Червонопрапорної військово-інженерної школи імені Комінтерна (з 1937 року — Ленінградське військово-інженерне училище). Воєнінженер 1 рангу (1936), доцент (1936).
Під-час радянсько-фінської війни у 1939 році перебував у відрядженні в зоні бойових дій, комбриг (1939).
З липня 1940 року — генерал-інспектор інженерних військ РСЧА, генерал-майор інженерних військ (04.06.1940).
Учасник німецько-радянської війни з червня 1941 року: начальник інженерного управління (з липня 1941 — начальник інженерних військ) Західного фронту. Одночасно, з грудня 1941 року, був командувачем 1-ї саперної армії. З квітня 1942 року й до кінця війни — начальник інженерних військ РСЧА. Генерал-лейтенант інженерних військ (29.03.1943), генерал-полковник інженерних військ (16.09.1943), маршал інженерних військ (21.02.1944).
У повоєнний час продовжував командувати інженерними військами, з квітня 1946 року — начальник інженерних військ Сухопутних військ Радянської армії.
З травня 1952 року — начальник інженерних військ Київського військового округу. З 1954 року — заступник начальника будівництва і розквартирування військ МО СРСР. З 1956 року і до кінця життя — заступник командувача військами Прибалтійського військового округу з будівництва і розквартирування.

## Нагороди
Нагороджений двома орденами Леніна, трьома орденами Червоного Прапора, орденами Суворова 1-го ступеня (31.07.1943), Вітчизняної війни 1-го ступеня (07.03.1943), Трудового Червоного Прапора і медалями.